# Xinying
Xinying (chiń. trad. 新營區; pinyin Xīnyíng Qū; pe̍h-ōe-jī Sin-iâⁿ-khu) – dzielnica w północnej części miasta Tainan na Tajwanie położona nad rzeką Jishui Xi. W 2010 roku liczyła 78 105 mieszkańców. Do 25 grudnia 2010 roku było to oddzielne miasto i siedziba powiatu Tainan. Ośrodek przemysłu spożywczego, włókienniczego i obuwniczego; w pobliżu występują także pola uprawne (ryż, trzcina cukrowa i słodkie ziemniaki) oraz stawy hodowlane.

## Historia
Po inwazji Zheng Chenggonga na Tajwan w 1661 roku miejscowość pełniła funkcję obozu wojskowego (stąd nazwa Xinying; dosł. "nowy obóz") a następnie rozwinęła się jako centrum handlu produktami rolnymi. W latach 1895–1945, kiedy kontrolę nad wyspą sprawowali Japończycy, Xinying było głównym ośrodkiem administracyjnym prefektury Tainan. Po powrocie Tajwanu do Chin w 1945 roku miejscowość ustanowiono siedzibą powiatu Tainan. W 1981 roku Xinying otrzymało prawa miejskie. 25 grudnia 2010 roku powiat Tainan został przyłączony do miasta Tainan, a Xinying uzyskało status dzielnicy.